# Episodi di Avengers Assemble (prima stagione)
La prima stagione della serie animata Avengers Assemble è stata trasmessa negli Stati Uniti d'America, su Disney XD, a partire dal 26 maggio 2013. In Italia viene trasmessa, su Disney XD, a partire dal 27 ottobre 2013.
| nº | Titolo originale              | Titolo italiano                        | Prima TV originale | Prima TV Italia  |
| -- | ----------------------------- | -------------------------------------- | ------------------ | ---------------- |
| 1  | The Avengers Protocol, Part 1 | Il protocollo Avengers (prima parte)   | 26 maggio 2013     | 27 ottobre 2013  |
| 2  | The Avengers Protocol, Part 2 | Il protocollo Avengers (seconda parte) | 26 maggio 2013     | 27 ottobre 2013  |
| 3  | Ghost of a Chance             | Una possibilità spettrale              | 7 luglio 2013      | 3 novembre 2013  |
| 4  | The Serpent of Doom           | La serpe del destino                   | 14 luglio 2013     | 10 novembre 2013 |
| 5  | Blood Feud                    | All'ultimo sangue                      | 21 luglio 2013     | 17 novembre 2013 |
| 6  | Super-Adaptoid                | Super Adattoide                        | 28 luglio 2013     | 24 novembre 2013 |
| 7  | Hiperyon                      | Hiperyon                               | 4 agosto 2013      | 1º dicembre 2013 |
| 8  | Molecule Kid                  | Il ragazzo molecola                    | 11 agosto 2013     | 8 dicembre 2013  |
| 9  | Depth Charge                  | Attacco dagli abissi                   | 15 settembre 2013  | 15 dicembre 2013 |
| 10 | The Doomstroyer               | Il Destidistruttore                    | 22 settembre 2013  | 22 dicembre 2013 |
| 11 | Hulked Out Heroes             | Eroi Hulkizzati                        | 29 settembre 2013  | 29 dicembre 2013 |
| 12 | Avengers: Impossible          | Avengers: Impossibile                  | 20 ottobre 2013    | 5 gennaio 2014   |
| 13 | In Deep                       | Negli abissi                           | 17 novembre 2013   | 12 gennaio 2014  |
| 14 | Hulk's Day Out                | Il giorno mancante di Hulk             | 24 novembre 2013   | 15 maggio 2014   |
| 15 | Planet Doom                   | Pianeta Destino                        | 8 dicembre 2013    | 16 maggio 2014   |
| 16 | Bring on the Bad Guys         | Un Supercriminale in più               | 16 febbraio 2014   | 19 maggio 2014   |
| 17 | Savages                       | Selvaggi                               | 2 marzo 2014       | 20 maggio 2014   |
| 18 | Mojo World                    | Il Mojo Mondo                          | 9 marzo 2014       | 25 maggio 2014   |
| 19 | The Ambassador                | L'ambasciatore                         | 16 marzo 2014      | 1º giugno 2014   |
| 20 | All-Father's Day              | A proposito di Odino                   | 23 marzo 2014      | 8 giugno 2014    |
| 21 | By The Numbers                | I numeri non mentono mai               | 30 marzo 2014      | 15 giugno 2014   |
| 22 | Guardians and Space Knights   | Alleanza Galattica                     | 6 aprile 2014      | 22 giugno 2014   |
| 23 | One Little Thing              | Una cosa piccola                       | 13 aprile 2014     | 29 giugno 2014   |
| 24 | Crime and Circuses            | Il circo del crimine                   | 11 marzo 2014      | 6 luglio 2014    |
| 25 | Exodus (1)                    | Esodo                                  | 18 marzo 2014      | 19 luglio 2014   |
| 26 | The Final Showdown (2)        | La resa dei conti                      | 25 marzo 2014      | 31 luglio 2014   |

## Il protocollo Avengers (prima parte)
Tempo dopo lo scioglimento degli Avengers, Tony Stark sta osservando i suoi ex compagni tramite satellite, quando scopre che Capitan America è in difficoltà contro alcuni agenti dell'Hydra. Senza pensarci due volte, indossa l'armatura e raggiunge il posto; lì scopre che Teschio Rosso è tornato in vita e si alleato con MODOK, che gli ha fornito una tecnologia mai vista con il quale il leader dei nazisti uccide Capitan America per poi fuggire. Iron Man, distrutto, attiva il Protocollo Avengers (un sistema che richiama tutti i componenti della vecchia squadra) ma, dei quattro ex compagni, alle Stark Industries ne giungono soltanto tre. Thor, Hulk, Iron Man ed Hawkeye partono dunque per l'Antartide, posizione della base segreta di Teschio Rosso. Poco dopo giunge sul luogo anche la Vedova Nera, l'ultimo componente degli Avengers. Mentre i compagni tengono a bada gli agenti dell'Hydra, Iron-Man si infiltra nella base e scopre che Teschio Rosso non ha ucciso Capitan America, ma lo ha teletrasportato alla base e lì ha trasferito la sua mente nel corpo del soldato, che è perciò entrato nel corpo del suo nemico. A quel punto arriva anche Sam Wilson, un agente S.H.I.E.L.D. al servizio di Tony Stark, che ha costruito per lui una speciale armatura chiamata Falcon. Grazie alla perfetta collaborazione di tutti, Teschio Rosso torna nel suo corpo e Capitan America nel proprio ma, proprio quando il secondo dei due sta per morire di vecchiaia, MODOK usa i suoi poteri per togliere l'armatura ed il Reattore ARK ad Iron-Man e li trasferirli a Teschio Rosso, donandogli nuova energia vitale e rinominandolo Iron Teschio. Dopodiché i due supercattivi fuggono e attivano l'auto distruzione della base. Gli Avengers riescono a fuggire, ma Tony è in fin di vita poiché senza il reattore ARK le schegge di proiettile nel suo cuore stanno nuovamente provocando danni al suo organismo.

## Il protocollo Avengers (seconda parte)
Tornati a New York (nella villa apparsa anche nella serie precedente), Iron Man si salva indossando un nuovo Reattore e decide di usare la Mark Fifty, una potentissima armatura ancora non sperimentata da JARVIS. Improvvisamente, gli Avengers subiscono un altro attacco, che li spinge a combattersi tra di loro; MODOK ha infatti inviato alla villa dei Micro-Bot che controllano la mente dei vari componenti della squadra. Distrutti i Micro-Bot, Iron Man deve nuovamente elaborare un piano per salvare New York dall'esplosione di un Reattore, attivato da MODOK. Risolto tutto, gli Avengers decidono di restare insieme poiché scoprono che anche altri criminali molto potenti si sono uniti a Teschio Rosso.
- Personaggi introdotti: Tony Stark/Iron Man, Capitan America, Hulk, Thor, Vedova Nera, Hawkeye, Sam Wilson/Falcon, Nick Fury, JARVIS, MODOK, Teschio Rosso, Iron Teschio e HYDRA
- Nota: mentre negli Stati Uniti d'America l'episodio è diviso in due parti (della durata di 22 minuti ciascuna), in Italia è stato mandato in onda come unico episodio Il protocollo Avengers (prima e seconda parte) di conseguenza aveva un durata di quasi il doppio.

## Una possibilità spettrale

### Trama
Durante una riunione degli Avengers, tutti i componenti della squadra diventano sempre più strani ed il loro unico scopo sembra quello di costruire uno strano macchinario. Gli unici a non essere cambiati sono Iron Man e Falcon; in particolare il primo dei due ha scoperto che i suoi amici sono stati attaccati da strane forme di vita spettrali, che li hanno trascinati in un'altra dimensione ed hanno preso i loro corpi. Proprio quando Tony aveva trovato una soluzione, viene attaccato da un fantasma e Falcon rimane solo contro gli altri Avengers. Mentre Falcon combatte, i veri Avengers lottano contro altri Space Phantom (ovvero i fantasmi della dimensione sconosciuta) che vogliono andare sulla Terra tramite un portale aperto grazie al macchinario costruito dai falsi Avengers. Grazie a Falcon, finiscono tutti nella dimensione sconosciuta dove gli Space Phantom vengono allontanati ed il portale viene chiuso dai veri componenti della squadra tornati sulla Terra.
- Personaggi introdotti: Space Phantom

## La serpe del destino

### Trama
Ulik, un troll proveniente dal Regno Sotterraneo di Asgard, è arrivato sulla Terra tramite un piccolo portale ed ha portato con sé l'Ascia da Guerra Asgardiana. Quest'arma, potente quanto il Mjolnir di Thor, è in grado di risvegliare la Serpe di Midgard, un antico mostro bandito sulla Terra da Odino. Ulik viene però fermato dagli Avengers ma, durante il combattimento, l'arma viene scagliata via e la ritrova il Dottor Destino. Studiandola, il proprietario della Latveria ne scopre l'utilizzo e risveglia la Serpe di Midgard. Mentre il Dottor Destino cerca di controllare la Serpe, Thor rivela al gruppo che per fermare il mostro deve sacrificarsi ma Iron Man cerca di dissuaderlo da quell'idea. Vedendo che la Serpe non può essere distrutta, il gruppo decide di spedirla nel Regno Sotterraneo di Asgard usando il portale di Ulik. Con la serpe, nel Regno Sotterraneo rimangono intrappolati anche il Dottor Destino e l'Ascia da Guerra Asgardiana.
- Personaggi introdotti: Dottor Destino, Spider-Man, Ulik e Serpe di Midgard

## All'ultimo sangue

### Trama
La Stark Tower viene attaccata da un gruppo di mostri, capaci di teletrasportarsi da una zona buia all'altra. I mostri sono in realtà Vampiri al servizio di Dracula e a loro capo c'è la Vedova Nera, anch'ella trasformata e controllata dal re della Transylvania. Arrivati nella terra dei Vampiri, gli Avengers scoprono che Dracula ha intenzione di bere il sangue di Capitan America; il re dei Vampiri ha infatti saputo da Teschio Rosso che il siero del supersoldato è in grado di far resistere chiunque alla luce del sole. Dopo un lungo combattimento contro i Vampiri, Dracula beve il sangue di Hulk diventando fortissimo ma, essendo irradiato dai Raggi Gamma, il sangue del Gigante di Giada risulta letale per ogni Vampiro. Essendo più potente di un normale Vampiro, Dracula ritorna soltanto alla sua forma iniziale, perdendo però il controllo della Vedova Nera. A fine episodio, mentre gli Avengers tornano alla Stark Tower, Teschio Rosso offre a Dracula la possibilità di unirsi alla Cabala, un'organizzazione che cerca vendetta contro gli Avengers; il re dei Vampiri accetta.
- Personaggi introdotti: Dracula e vampiri

## Super Adattoide

### Trama
Iron Man rimprovera continuamente Capitan America perché egli non vuole adattarsi alle nuove tecnologie, ma il supersoldato afferma di non aver bisogno di tali tecnologie. Più tardi, un certo miliardario noto come Justin Hammer invita gli Avengers ad affrontare la sua nuova macchina. Essa si chiama Super Adattoide ed è in grado di copiare e memorizzare qualsiasi attacco o stile di combattimento. Dopo un primo combattimento, in cui Justin Hammer ottiene più informazioni possibili per il suo robot, il Super Adattoide ritorna e sconfigge tutti, tranne Capitan America. Il supersoldato ha infatti capito che deve usare attacchi mai utilizzati prima per vincere e sconfigge il robot, facendo capire a Tony che non ha bisogno di tecnologie. A fine episodio, si scopre che Justin Hammer voleva in realtà entrare nella Cabala ma viene respinto. Teschio Rosso decide però di ricostruire la macchina per farla così riutilizzare da qualcun altro.
- Personaggi introdotti: Justin Hammer e Super Adattoide

## Hiperyon

### Trama
In città compare un nuovo supereroe, Hyperion, che sembra apparentemente invincibile. Egli è l'unico sopravvissuto all'esplosione del suo pianeta per mano di gente corrotta, cerca così di liberare anche la Terra dai criminali. Inizialmente è amato da tutti, anche dagli stessi Avengers; più tardi, però, comincia ad essere troppo duro con i criminali a tal punto che rischia di uccidere il Demolitore. Gli Avengers cercano allora di farlo ragionare, invano. Inizia così una dura lotta che vede inizialmente sconfitti gli eroi; in una seconda battaglia, gli Avengers intrattengono Hyperion mentre Tony scopre che è stato in realtà lo stesso "eroe" a far scoppiare il suo pianeta. Alla fine, tutti si ricredono su Hyperion, ed egli viene intrappolato in una delle tanti celle della Stark.
- Personaggi introdotti: Hiperyon e Demolitore

## Il ragazzo molecola

### Trama
In città riappare un criminale scomparso ormai da tempo, l'Uomo Molecola; egli era in grado di trasformare qualsiasi materiale inorganico in qualche altra cosa. Nell'ultimo scontro, la bacchetta che gli conferiva i poteri fu perduta ma un individuo l'ha ora ritrovata e lo S.H.I.E.L.D. suppone che sia l'Uomo Molecola o un suo familiare. Per evitare che Stark faccia degli esperimenti con la bacchetta, quest'ultimo viene escluso dalla missione che viene affidata alla Vedova Nera ed Hawkeye. Proprio quando Aaron, figlio dell'Uomo Molecola, sta per esser convinto da Hawkeye ad essere buono, appare il Super Adattoide, ormai ricostruito e controllato da MODOK. Stressato dal fatto che tutti vogliano la bacchetta, Aaron la spezza in due ma, con questo gesto, provoca una specie dì versione inversa della Terra, distruggibile facilmente. Sfruttando la cosa, il Super Adattoide comincia a distruggere la città ma Eros ricompone la bacchetta, distrugge il robot malvagio e ricompone la città. Da allora, Aaron è istruito dallo S.H.I.E.L.D. ad usare la sua bacchetta a buon fine, diventando così un supereroe.
- Personaggi introdotti: Aaron e A.I.M.

## Attacco dagli abissi

### Trama
New York viene attaccata da Attuma e dal suo esercito di Atlantidei, mostri semi acquatici provenienti da Atlantide. Attuma ed i suoi vogliono far sprofondare la città e ci riescono, facendo esplodere le fondamenta di quest'ultima. Così, mentre la città sprofonda piano piano, gli Avengers sembrano non riuscire a tener testa agli Atlantidei, che sbucano in continuazione; nemmeno Iron Man, che ha deciso di cambiare armatura, sembra riuscire a risolvere la situazione. Egli ha infatti indossato l'Anatra di Gomma, un'armatura subacquea molto forte anche in superficie. Quando un'onda anomala copre interamente le strade, il livello dell'acqua scende misteriosamente e ciò accade grazie ad Hulk, che regge la città dalla profondità del mare. Senza il vantaggio dell'acqua, Attuma viene sconfitto ed i suoi Atlantidei ritornano negli abissi mentre le fondamenta della città vengono ricostruite.
- Personaggi introdotti: Attuma e Atlantidei

## Il Destidistruttore

### Trama
Mentre volano sul territorio di Latveria, gli Avengers vengono attaccati ed al loro atterraggio scoprono che il Dottor Destino sta controllando a distanza il Distruttore, un'arma di Asgard praticamente inarrestabile. Mentre gli Avengers lo affrontano, Thor corre ad Asgard e chiede aiuto al suo fratello adottivo Loki, Dio dell'inganno e nemico di Thor. Grazie a quest'ultimo, Capitan America, Falcon e Thor riescono a raggiungere il regno dove era stato rinchiuso Destino quando affrontò la Serpe di Midgard molto tempo prima. Ad accogliere i tre ci sono i Troll, popolo di guerrieri di cui faceva parte anche Ulik (altro nemico legato alla vicenda della Serpe). Dopo una rapida battaglia, i tre raggiungono la sala in cui Destino controlla il Distruttore tramite una specie di trono. A difendere il malfattore non poteva che esserci la Serpe di Midgard, controllata da Destino con una corona speciale. Dopo aver distrutto l'oggetto magico, la Serpe sembra morire nella lava mentre gli eroi riportano Destino sulla Terra ed annullano il legame che ha con il Distruttore. Nello stesso tempo, Loki prova a controllare il Distruttore ma quest'ultimo viene lanciato nello spazio profondo, dove non ha potere.
- Personaggi introdotti: Dottor Destino, Loki, Distruttore e Troll

## Eroi Hulkizzati

### Trama
Nick Fury contatta la Vedova Nera e le chiede di ideare un piano di emergenza nel caso in cui Hulk perdesse il controllo; inizialmente scettica, la ragazza accetta il compito. Non troppo tempo dopo, dei mostri mercenari assoldati da Teschio Rosso installano un dispositivo sul corpo di Hulk; cercando di toglierlo, Iron Man lo attiva e da esso fuoriesce del gas irradiato dai Raggi Gamma. per evitare pericoli, il gas viene spedito nello spazio ma tutti gli Avengers ne hanno respirato una parte. In poco tempo diventano mostri verdi permalosi ed insopportabili, ma soprattutto violenti che sono per lo più uguali ad Hulk, che invece sembra essere l'unico in grado di controllarsi. Proprio quest'ultimo, insieme alla Vedova Nera (che ha evitato di respirare il gas), recupera un congegno creato in passato da Bruce Banner in grado di far ritrasformare gli altri membri, inoltre il dispositivo ucciderebbe Hulk. Dopo un estenuante combattimento, tutti tornano normali e la Vedova decide di non attuare nessun piano di emergenza, nascondendo il dispositivo a Nick Fury e convincendolo a fidarsi di Hulk.
- Personaggi introdotti: Blood Brothers

## Avengers: Impossibile

### Trama
Mentre combattono la Squadra Distruttrice, gli Avengers incontrano l'Uomo Impossibile, un alieno verde un po' strampalato, capace di distorcere la realtà a suo piacimento. Quest'ultimo ha deciso di girare un film sugli eroi ma, in particolare, lui preferisce Falcon. Essendo rifiutata la sua proposta, l'Uomo Impossibile costringe Falcon a lottare evocando vari criminali e mostri, tra cui Attuma, la Serpe di Midgard ed un Wendigo. Dopo poco l'alieno cambia idea e mette in atto, come gran finale, un'invasione da parte dei Chitauri. Gli Avengers non riescono a tener testa agli invasori ma, fortunatamente, Falcon idea una strategia. Poiché i Chitauri stanno in realtà cercando di catturare l'Uomo Impossibile, Falcon convince quest'ultimo ad avvicinarsi al portale creato da lui stesso e spedisce tutti in dimensioni sconosciute con i poteri dell'alieno verde, che torna subito dopo, saluta i suoi nuovi amici Avengers e va via chiudendo il portale.
- Personaggi introdotti: Uomo Impossibile, Chitauri, Squadra Distruttrice (Bulldozer, Thunderball, Piledriver) e Wendigo

## Negli abissi

### Trama
Iron Man e Capitan America, coi costumi di Crossbones e del Mietitore, si infiltrano nel sottomarino della Cabala e scoprono che Teschio Rosso, Attuma e M.O.D.O.K. hanno scoperto una nuova arma con cui distruggere gli Avengers. Sfortunatamente, M.O.D.O.K. scopre i travestimenti dei due ed avvisa gli altri. A quel punto, Tony e Steve discutono perché Cap vuole elaborare un piano mentre Stark improvvisa continuamente, poiché non ha l'armatura. Seguendo il piano improvvisato di Tony, Cap può contattare gli altri Avengers e Tony riacquista la sua armatura, mentre Teschio, Attuma e M.O.D.O.K. litigano per avere il controllo del Tridente dell'Oceano. La potente arma ha il controllo degli oceani ma Cap ed Iron-Man la distruggono, scatenando un vortice sott'acqua. Gli eroi scappano grazie agli altri Avengers mentre il sottomarino viene trasportato via dalla corrente.
- Personaggi introdotti: Crossbones e Mietitore

## Il giorno mancante di Hulk

### Trama
Mentre Occhio di Falco è nella Avengers Tower, Jarvis lo avverte che una specie di meteora è prossima ad abbattersi sulla Terra, ma poi scopre che in realtà è Hulk, il quale ha perso la memoria. Stranamente sulla Terra si stanno verificando strani cataclismi atmosferici, intanto Steven, Sam, e Occhio di Falco aiutano Hulk a recuperare la memoria cercando di ricostruire gli eventi della sua ultima giornata, che ha passato in compagnia dei suoi amici (Ben, Spider-Man e Glorian), scoprendo delle cose sulla sua vita privata che gli altri Avengers ignoravano. Alla fine scoprono che è stato Thor a fargli perdere i ricordi, mentre il dio affronta un mostro sulla Luna, ed è proprio il mostro, il quale inclina l'asse della Luna, a scatenare gli eventi atmosferici che si stanno scatenando sulla Terra. Gli Avengers raggiungono la Luna e aiutano Thor, alla fine Hulk sconfigge il mostro, e recupera i suoi ricordi.
- Personaggi introdotti: Cosa e Glorian

## Pianeta Destino

### Trama
Thor torna a Asgard e litiga con suo padre, il quale non approva il fatto che sia un Avengers e che passi tutto quel tempo tra i terrestri, perché li considera deboli, nonostante Thor non sia di questa opinione. Thor torna sulla Terra e vede uno scenario apocalittico, in cui il dottor Destino è diventato l'indiscusso leader del pianeta, e gli unici che in apparenza lo fronteggiano sono i "Defenders", ovvero Sam, Clint e Peter Parker. Natasha è diventata la moglie di Victor ribattezzata col nome Sposa Nera, Nick Fury è morto, mentre Capitan America è rinchiuso in una prigione di ghiaccio. Thor non capisce cosa sia successo in sua assenza, e come sia possibile che in breve tempo le cose siano cambiate così, inoltre sembra che gli Avengers non siano mai esistiti, e inoltre Thor viene considerato una leggenda, il "Tonante", colui che a quanto pare sia l'unico a poter sconfiggere Victor. Thor viene rapito da Victor, il quale rivela al dio che è riuscito a creare una macchina del tempo per ritornare indietro nel tempo e riscrivere la storia, facendo in modo che Tony non venisse gravemente ferito dall'incidente che obbligò l'uomo a costruirsi un cuore artificiale, e a diventare Iron-Man, inoltre donò a Bruce una tuta che riuscì a proteggerlo dai raggi gamma, in questo modo non si è mai trasformato in Hulk. Tony e Bruce ora lavorano per lui, inoltre Victor ha sconfitto le malattie, la fame e le guerre, ma contemporaneamente ha messo in piedi una dittatura, comunque è stato lui a creare la leggenda del Tonante attorno a Thor, sapendo che lui non avrebbe subito gli effetti dell'anacronismo dato che era ad Asgard mentre il corso del tempo cambiava, e il regno degli dei non è soggetto alle regole temporali della Terra. Proprio quando sembrava che Victor stesse per vincere, Natasha, Tony e Bruce aiutano Thor e i Defenders a sconfiggere il tiranno. Per riportare l'ordine nel tempo, Thor decide di usare la stessa macchina del tempo di Victor per tornare indietro nel preciso momento in cui Victor l'ha usata la prima volta per cambiare la storia. Thor raggiunge il momento preciso in cui il suo nemico usa la macchina, ma è consapevole che fermarlo non è sufficiente perché niente gli impedirebbe di ricostruirne un'altra, dunque Thor di nascosto manomette la macchina del tempo, facendo credere a Victor che questa tecnologia non funziona, e quindi abbandona il progetto. A fine episodio Thor torna dagli Avengers, avendo ripristinato la linea temporale, affermando che insieme a loro si sente a casa sua.
- Personaggi introdotti: Odino e Heimdall

## Un Supercriminale in più

### Trama
Teschio Rosso riesce ad accedere ai file di Tony, così facendo riesce a trovare un modo per replicare il software che Iron-Man usa per calcolare le percentuali di vittoria degli schemi di combattimento durante gli scontri. Grazie al software Teschio Rosso, M.O.D.O.K., Dracula e Attuma affrontano gli Avengers riuscendo a metterli in difficoltà, inoltre prendono possesso dell'Helicarrier dello S.H.I.E.L.D. mettendo fuorigioco Capitan America. Tony, Thor, Sam, Hulk e Occhio di Falco affrontano la Cabala sull'Helicarrier, riprendendone il controllo, e salvano Steven, ma quest'ultimo li informa che purtroppo sono caduti in trappola perché la Cabala non era interessata all'Helicarrier, ma al prigioniero che era rinchiuso al suo interno, che ora hanno liberato: Hiperyon.

## Selvaggi

### Trama
Steven rimprovera Tony per via del fatto che fa troppo affidamento sulla tecnologia, proprio come Clint e Sam, dunque Steven propone di addestrarli tutti e tre, sfidandoli a stare senza tecnologia per un intero giorno. Tony propone di fare l'addestramento in Terra Selvaggia, quindi lui Steven, Clint e Sam arrivano sul posto, ma le prove si dimostrano molto ardue. A peggiorare le cose ci pensa Justin Hammer, che si trova in Terra Selvaggia dopo aver scoperto un giacimento di vibranio, a cui la Cabala è interessato, in cambio Hammer sarà un loro membro. Hammer cattura Steven, Sam e Clint, quindi Tony dovrà aiutarli, senza usufruire della tecnologia. Tony incontra una tribù di uomini di pietra, molto pacifica, che aiuta lo scienziato a creare un'armatura fatta di roccia, ossidiana levigata, con la quale sconfigge Hammer, anche grazie all'aiuto della tribù di uomini di pietra. Steven è soddisfatto, dato che Tony ha imparato a cavarsela anche senza la tecnologia.

## Il Mojo Mondo

### Trama
Clint si arrabbia con Hulk dopo che quest'ultimo gli ruba i suoi sottaceti, e durante la litigata l'arciere distrugge involontariamente uno degli animali di cristallo della collezione di Hulk, e dunque il gigante verde lo attacca. I due però vengono teletrasportati in uno strano posto. I due supereroi sono stati rapiti da Mojo, il quale vuole farli combattere solo come mezzo di intrattenimento, in realtà voleva solo Hulk, infatti Occhio di Falco è stato coinvolto nel teletrasporto accidentalmente. Hulk e Clint devono affrontare il campione dei giochi, Torgo, il quale, come tutti gli altri partecipanti, è obbligato a combattere perché se si opponesse, Mojo distruggerebbe il suo pianeta. Hulk e Clin riescono a rovesciare l'ordine insidiato da Mojo, e liberano gli altri partecipanti. Mojo scappa, mentre Torgo ringrazia i due Avengers per l'aiuto, decidendo di tornare a casa riaccompagnando gli altri partecipanti.
- Personaggi introdotti: Mojo e Torgo

## L'ambasciatore

### Trama
Victor von Doom deve parlare a un convegno delle Nazioni Unite in rappresentanza di Latveria per discutere della minaccia terroristica della Cabala. Molti manifestanti sono contrari alla cosa dato che non è un segreto che Victor è un criminale, inoltre agli Avengers viene data una missione molto scomoda, fare da guardie del corpo a Victor durante il convegno, e il compito di stargli vicino viene assegnato a Steven. Mentre Victor parla alle Nazioni Unite, i membri della Cabala (Teschio Rosso, Hiperyon, Dracula, Attuma e M.O.D.O.K.) attaccano Victor, quindi Iron Man, Falcon, Clint, Thor e Hulk li tengono occupati, mentre Steven porta Victor in un posto sicuro, l'Avengers Tower. Nel mentre Steven e Victor hanno modo di parlare sul valore dell'onore e del rispetto. Steven purtroppo si vede costretto ad affrontare Teschio Rosso, quest'ultimo attacca il capitano con missili e laser, ma Victor gli fa da scudo salvandogli la vita, purtroppo lo scienziato invece rischia di morire. Steven riesce a portare Victor all'interno dell'Avengers Tower, mentre i membri della Cabala si ritirano. Steven scopre che quello non è il vero Victor, ma solo un droide, ma il vero Victor riesce a fare irruzione nella Avengers Tower. Il vero piano di Victor era quello di parlare davanti alle Nazioni Unite, sapendo che la Cabala lo avrebbe attaccato, il motivo per cui aveva richiesto proprio Steven come guardia del corpo era dovuto al fatto che sapeva che il capitano, pur di proteggerlo, lo avrebbe fatto entrare nella Avengers Tower, così ora può accedere ai file degli Avengers, proprio come ha fatto la Cabala, entrando in possesso degli algoritmi e dei software degli Avengers, inoltre ora le sue risorse monetarie saranno paragonabili a quelle della Cabala, inoltre grazie alle sue avanzate tecnologie non è stato difficile fare in modo che il droide con le sue fattezze ingannasse i sensori dell'armatura di Tony, facendogli credere che fosse il vero Victor. Quest'ultimo torna a Latveria, ma purtroppo scopre che i dati rubati erano falsi, infatti gli Avengers si erano resi conto che qualcosa non andava quando Victor aveva difeso Steven e dunque avevano architettato una trappola per lo scienziato, quindi non solo non ha ottenuto i dati che voleva, ma ora che ha cercato di rubare tutti quei file, ha violato i termini dell'immunità diplomatica, di cui ora non può più godere, e pertanto se rimette piede fuori da Latveria verrà arrestato.

## A proposito di Odino

### Trama
Odino scende sulla Terra e ordina a Thor di ritornare a Asgard, perché deve adempiere ai suoi doveri, ma lui non vuole perché sente che è suo dovere restare con gli Avengers. Odino non capisce per quale motivo suo figlio ha tanta considerazione degli umani, specialmente perché il re di Asgard li considera dei guerrieri deboli. Odino decide di metterli alla prova e li affronta, Thor e gli Avengers combattono contro il dio, ma nemmeno le loro forze combinate riescono a sconfiggerlo, infatti Odino riesce a sottometterli alla sua forza. Purtroppo a interrompere lo scontro ci pensa Mangog, un antico nemico di Odino, che con la sua enorme spada riesce a prosciugare il dio di tutte le sue energie. Gli Avengers, aiutati da Thor, affrontano Mangog e lo disarmano, Odino recupera i suoi poteri, e Mangog viene sconfitto. Odino alla fine riconosce il valore degli Avengers e comprende il motivo per cui Thor li rispetta tanto, quindi decide di non forzare suo figlio a ritornare a Asgard.
- Personaggi introdotti: Mangog e Zzzax

## I numeri non mentono mai

### Trama
Tony ha preparato un nuovo software per il calcolo dei dati sugli schemi di combattimento da usare in missione, per poter fronteggiare quello precedente che la Cabala aveva rubato, l'MPS. Steven però non si fida del software sostenendo che Tony non dovrebbe farvi troppo affidamento, perché per quanto preciso non può calcolare la "variabile umana". Tony rivela una strana fonte di energia, e scopre che si tratta del cubo cosmico, dunque sia gli Avengers che la Cabala vanno a recuperarlo. Le due controparti si affrontano, e Tony crede ciecamente nella vittoria grazie al sostegno dell'MPS. Natasha e Clint affrontano M.O.D.O.K., Hulk invece è alle prese con Attuma, Steven combatte contro Teschio Rosso, Thor fronteggia Hiperyon, Falcon affronta Dracula, e Tony infine combatte contro l'Adattoide. Grazie ai dati forniti dall'MPS gli Avengers sembrano avere la meglio, ma in realtà cadono nella trappola di Teschio Rosso, il quale usando un modulo di teletrasporto, cambia le posizioni dei membri della Cabala, in questo modo Clint e Natasha si vedono costretti ad affrontare Dracula, mentre Steven, Sam, Hulk e Thor combattono rispettivamente contro Attuma, l'Adattoide, Hiperyon e M.O.D.O.K. venendo tutti sconfitti. Tony intanto non riesce a trovare il cubo cosmico, perché i dati che aveva in realtà erano stati manomessi da Teschio Rosso, che invece ha trovato le vere coordinate e il cubo, ottenendo un grande potere, tanto da sconfiggere Iron Man facilmente. La Cabala ormai ha vinto, quindi si ritira, ma non prima di lanciare due missili diretti in due città diverse. I missili sono stati costruiti con la tecnologia di Tony, inoltre sono carichi di potere cosmico, Tony afferma che è impossibile fermarli, ma Steven gli trasmette la sua fiducia facendogli capire che non è la tecnologia la più grande risorsa di Tony, ma la sua squadra. Gli Avengers si dividono in due squadre diverse, e distruggono i missili salvando le città. Tony è ancora provato per la sconfitta, ma capisce che anche se i numeri non mentono, il potere degli Avengers può sconfiggere il calcolo delle probabilità.

## Alleanza Galattica

### Trama
Galactus ha deciso di attaccare la Terra per cibarsi della sua energia, gli Avengers lo affrontano e Steven ha in mente un piano ben preciso per affrontare il gigante, ma Iron Man preferisce fare a modo suo, dunque violando gli ordini di Steven affronta Galactus da solo, e il suo gesto ha delle strane conseguenze, infatti Iron Man riesce a salvare la Terra mandando via Galactus, ma pure il supereroe scompare. Gli Avengers partono per lo spazio alla ricerca di Iron Man, e incontrano i Guardiani della Galassia. I due gruppi di supereroi scoprono che Galactus sta per divorare un altro pianeta, aiutato dal suo nuovo e misterioso araldo, che poi si scopre essere proprio Iron Man. I Guardiani della Galassia cercano di fermare Galactus, anche a costo di affrontare Iron Man, e anche se quest'ultimo è passato dalla parte di Galactus, gli Avengers non possono permettere che al loro vecchio amico venga arrecato danno, dunque affrontano i Guardiani della Galassia. Stranamente, anche se Iron Man in apparenza sembra asservito al gigante, gli altri notano che sta aiutando la popolazione del pianeta a evacuare, alla fine viene rivelato che tutto questo faceva parte del piano di Iron Man fin dal primo momento, lui aveva fatto finta di essere asservito a Galactus e di essere diventato il suo fedele araldo per indirizzarlo verso altri pianeti, ma il pianeta che di cui ora si sta cibando è pieno di uranio instabile, che ha appena indebolito il gigante, il quale ora sarà inattivo per moltissimo tempo. Finita l'avventura gli Avengers salutano i Guardiani della Galassia, e fanno ritorno verso la Terra.
- Personaggi introdotti: Galactus e Guardiani della Galassia

## Una cosa piccola

### Trama
La madre di Sam viene a trovarlo alla Avengers Tower, lui non le ha mai detto di essere un Avengers per non farla preoccupare, infatti lei crede che suo figlio sia semplicemente un tutto-fare, e quindi chiede ai suoi amici di stare al gioco. Intanto il gruppo di supereroi deve affrontare un problema con l'aiuto di Ant-Man, infatti Hulk ha distrutto una particella, che ora si è moltiplicata, e queste particelle instabili ingrandiscono e rimpiccioliscono ogni cosa con cui vengono in contatto. Tony e Ant-Man vengono rimpiccioliti, mentre Hulk e Clint diventano enormi. Solo Sam ha abbastanza competenze nel campo della scienza per trovare una soluzione, e quindi trova il coraggio di dire a sua madre la verità, cioè che lui in realtà è "Falcon". Quest'ultimo risolva la situazione facendo tornare tutti a grandezza naturale, inoltre sua madre gli rivela che aveva sempre saputo che Sam e Falcon erano la stessa persona, infatti Fury l'aveva informata della cosa da tempo, visto che Fury doveva chiedere il suo consenso per farlo diventare un Avengers, infatti Sam è più giovane di quanto gli altri pensassero, lui ha diciassette anni.
- Personaggi introdotti: Ant-Man

## Il circo del crimine

### Trama
Clint e Sam devono combattere contro il Circo del Crimine, che ha preso possesso delle menti di Tony, Steven, Hulk, Thor e Natasha, che grazie a dei dispositivi sono sotto il controllo del capo dell'organizzazione criminale, Ringmaster. Un tempo anche Clint era membro del Circo del Crimine, ma stanco della criminalità decise di sabotare di proposito un colpo che stavano organizzando, facendoli arrestare di proposito, compreso lui, ma Nick Fury notò il suo potenziale, e face di lui un eroe. Sam e Clint, grazie a un'amica di quest'ultimo, la Principessa Pitone, affrontano il Circo del Crimine e annullano il controllo mentale che loro hanno sugli Avengers, quindi gli eroi, nuovamente nel pieno delle loro facoltà mentali, sconfiggono il circo. Nick Fury decide di addestrare la Principessa Pitone per fare di lei un'eroina.
- Personaggi introdotti: Ringmaster, Bruto, Great Gambonnos, Human Cannonball, Trickshot e Principessa Pitone

## Esodo

### Trama
Gli Avengers affrontano nuovamente la Cabala, che ha intenzione di usare il cubo cosmico per qualche misterioso scopo. Falcon, seguendo gli ordini di Tony, rimane gravemente ferito, e la Cabala scappa. Tony decide di rimanere nell'Avengers Tower a prendersi cura di Falcon, ma anche perché preferisce non prendere più parte alle missioni dato che ultimamente tutte le sue strategie contro la Cabala si sono dimostrate inutili. Tony localizza la posizione della Cabala, dunque gli Avengers vanno ad affrontarli, senza l'aiuto di Tony e Falcon. Gli Avengers trovano la torre di controllo della Cabala, dove Teschio Rosso usa l'energia del cubo per aprire quattro portali che conducono a quattro mondi diversi, Teschio Rosso afferma di voler espandere il dominio della Cabala: un mondo dominato dall'oscurità per Dracula, uno sommerso dalle acque per Attuma, un mondo progredito per Hiperyon, infine M.O.D.O.K. avrà libero accesso ad Asgard. Gli Avengers cercano di fermarli, ma purtroppo i loro nemici li mettono con le spalle al muro. Falcon si riprende e convince Tony a recuperare fiducia in se stesso, quest'ultimo dona a Falcon una nuova armatura, e i due giungono alla torre di controllo della Cabala. Tony porta con sé tutte le sue armature, e impedisce a Hiperyon, Attuma, M.O.D.O.K. e Dracula di attraversare i portali salvando le loro vite, il piano del malvagio Teschio Rosso non è mai stato quello di allargare i confini di espansione della Cabala, ma di conquistare la Terra senza dividerla con gli altri membri, infatti una volta attraversati i rispettivi portali i membri della Cabala sarebbero morti. Ora Teschio Rosso gioca a carte scoperte, e assorbendo l'energia del cubo cosmico, entra in possesso di un potere enorme.

## La resa dei conti

### Trama
Teschio Rosso adesso può usare lo sconfinato potere del cubo cosmico per conquistare la Terra, gli Avengers cercano di fermarlo, ma lui è troppo forte, Teschio Rosso arriva persino a distruggere lo scudo di Capitan America. Contro ogni pronostico i supereroi vengono aiutati dalla Cabala, quindi i due gruppi uniscono le forze e sconfiggono Teschio Rosso, il quale però scappa con il cubo. La Cabala si ritira, facendo tener presente agli Avengers che la prossima volta che si incontreranno saranno nemici. A fine episodio si scopre che Teschio Rosso lavora per un essere più potente dell'universo a cui consegna il cubo: Thanos.
- Personaggi introdotti: Thanos